# Stichos
Un Stichos (grec ancien : στίχος, stichos, « ligne, rangée » d'où « ligne d'écriture, vers, verset ») est un simple verset extrait d'un psaume ou d'un cantique.
Plus précisément, dans la musique byzantine, un stichos est un très court tropaire fondé sur un seul verset d'un psaume ou d'un cantique.